# Кларисса (фильм, 1998)
«Клари́сса» (фр. Clarissa) — телевизионный художественный фильм французского кинорежиссёра Жака Дере, поставленный в 1997 (1998) году на французском телевидении. Экранизация одноимённой неоконченной новеллы австрийского писателя Стефана Цвейга.

## Сюжет
Экранизация неоконченной новеллы Стефана Цвейга «Кларисса».  Действие начинается летом 1914 года накануне Первой мировой войны. Молодая девушка Кларисса —  дочь австрийского генерала и помощница известного психиатра профессора Зильберштейна. Кларисса родилась и выросла в мире, казавшемся ей бессмертным и совершенным: в Австро-Венгерской империи. В июле 1914 года Клариссу приглашают на конгресс в Люцерн, где она вынуждена впервые столкнуться с кризисами быстро меняющегося времени. Там Кларисса знакомится с французом   — учителем Леонаром. Молодые люди с первой встречи влюбляются друг в друга. В течение трёх недель, которые Кларисса и Леонар проводят  вдвоём в путешествии по Швейцарии, они счастливы и мечтают прожить вместе всю жизнь. Однако в Альпах они узнают о начале Первой мировой войны, о том, что теперь их страны стали врагами. Влюблённые вынуждены расстаться, как им кажется, ненадолго. Кларисса возвращается домой, начинает работать медсестрой в госпитале и обнаруживает, что беременна. Она пишет письма Леонару, но не получает ответа. Один из пациентов госпиталя, Готфрид, которому нужна причина, чтобы избежать военной службы, предлагает ей выйти за него замуж. С отчаяния и для того, чтобы у её будущего ребёнка было законное имя, Кларисса соглашается. Проходит много лет, отец Клариссы умирает и перед смертью просит у дочери прощения за то, что долгие годы скрывал от неё письма Леонара, который до сих пор любит её. Кларисса, бросив всё, едет на поиски возлюбленного.

## В ролях
- Марушка Детмерс  — Кларисса Шультцер
- Стефан Фрейс  — Леонар
- Клод Риш — профессор Зильберштейн
- Вольфганг Гассер — отец Клариссы
- Тобиас Моретти  — Готфрид
- Елена София Риччи — Марион
- Фриц Карл — Юбер
- Майкл Рочопф — Эдуард
- Доротея Партон — мадам Кутчера
- Роберт Хоффманн,
- Николас Хэффнер,
- Кристин Бранднер,
- Элизабет Крист, и др.

## Съёмочная группа
- Режиссёр: Жак Дере
- Продюсер: Кристин Гуз-Реналь
- Сценарий: Стефан Цвейг (автор новеллы), Жан-Клод Карьер
- Оператор: Михаэль Эпп
- Композитор: Эрик Демарсан
- Художник-постановщик: Гервиг Либовицки
- Художник по костюмам:  Барбара Демут
- Монтаж:  Сильви Понтуазо

## Издание на видео
- Премьера фильма в Италии состоялась в 1997 году, во Франции  —  9 ноября 1998 года.
- Выпущен на DVD.
- В России выпущен на DVD 17 ноября 2011 года фирмой «Cinema Prestige».